# Saison 1934-1935 du FC Mulhouse
Chronologie
Saison précédente Saison suivante
La saison 1933-1934 du Football Club de Mulhouse, ou FC Mulhouse, est la deuxième saison que le club mulhousien dispute en première division, après avoir été promu de deuxième division.
Le FCM participe donc à la troisième édition du Championnat de France de football, ainsi qu'à la 18e édition de la Coupe de France.

## Résumé de la saison

### Championnat de France de football
En Division 1, le FC Mulhouse démarre plutôt bien, et est même premier au classement à l'issue de la première journée en raison d'une victoire 6-0 face au SC Nîmes. Néanmoins, dès la journée suivante, le club perd contre l'Olympique de Marseille et tombe à la sixième place. Les deux journées suivantes sont marquées par des victoires face au SC Fives à domicile, et face au RC Paris à l'extérieur,. Le club parvient ainsi à remonter à la deuxième place, à un point du RC Strasbourg, alors leader. Il conserve cette place jusqu'à la sixième journée, où une défaite 5-0 face à l'AS Cannes, le fait descendre jusqu'à la septième place.
Jusqu'à la journée 9, les résultats du FC Mulhouse sont plutôt moyens: une victoire face à l'Olympique d'Alès deux buts à zéro, suivie par une défaite face au Red Star sur le score de 3-1, puis une autre victoire face à l'Excelsior de Roubaix font que le club stagne entre la sixième et la septième place au classement.
La stagnation du club dans le ventre mou du championnat continue et à la trêve, le FCM pointe encore à la sixième place. On notera une défaite 8-0 face au voisin du FC Sochaux-Montbéliard

## Classement final
| Rang | Équipe                    | Pts | J  | G  | N  | P  | Bp | Bc | GA    |
| ---- | ------------------------- | --- | -- | -- | -- | -- | -- | -- | ----- |
| 1    | FC Sochaux                | 48  | 30 | 22 | 4  | 4  | 94 | 36 | 2,611 |
| 2    | RC Strasbourg P           | 47  | 30 | 21 | 5  | 4  | 73 | 33 | 2,212 |
| 3    | RC Paris                  | 37  | 30 | 16 | 5  | 9  | 77 | 57 | 1,351 |
| 4    | FC Sète T                 | 36  | 30 | 13 | 10 | 7  | 52 | 45 | 1,156 |
| 5    | AS Cannes                 | 33  | 30 | 14 | 5  | 11 | 62 | 48 | 1,292 |
| 6    | FC Mulhouse P             | 33  | 30 | 14 | 5  | 11 | 66 | 67 | 0,985 |
| 7    | Olympique lillois         | 31  | 30 | 14 | 3  | 13 | 56 | 46 | 1,217 |
| 8    | Excelsior AC Roubaix      | 31  | 30 | 13 | 5  | 12 | 51 | 48 | 1,063 |
| 9    | Olympique de Marseille CF | 31  | 30 | 13 | 5  | 12 | 76 | 72 | 1,056 |
| 10   | Stade rennais UC          | 27  | 30 | 11 | 5  | 14 | 57 | 49 | 1,163 |
| 11   | SC Fives V                | 25  | 30 | 12 | 1  | 17 | 45 | 61 | 0,738 |
| 12   | Red Star Olympique P      | 23  | 30 | 8  | 7  | 15 | 58 | 72 | 0,806 |
| 13   | Olympique d'Alès P        | 23  | 30 | 10 | 3  | 17 | 52 | 73 | 0,712 |
| 14   | FC Antibes                | 23  | 30 | 8  | 7  | 15 | 49 | 80 | 0,613 |
| 15   | SO Montpellier            | 17  | 30 | 7  | 3  | 20 | 37 | 86 | 0,43  |
| 16   | SC Nîmes                  | 15  | 30 | 5  | 5  | 20 | 35 | 67 | 0,522 |

Résultat
- Champion de France 1934-1935
- Vice-champion de France 1934-1935

Relégation
- 15e et 16e : relégation en Division 2

Abréviations
T : Tenant du titre

V : Vice-champion en titre

CF : Vainqueur de la Coupe de France 1934-35

P : Promus de Division 2
En cas d'égalité entre deux clubs, le premier critère de départage est la moyenne de buts.